# Margarethe Flössel
Margarethe Flössel (um 1865 in Dresden – nach 1888) war eine deutsche Theaterschauspielerin.

## Leben
Flössel fasste nach ihrer Konfirmation den Entschluss, Schauspielerin zu werden. Da ihre Familie dem Theater eher fern stand, war diese über den Berufswunsch sehr verwundert. Zuerst wurde sie nur von ihrem Vater unterstützt, der sie selbstständig sehen wollte, während die Verwandten eher weniger begeistert waren, bis sich auch ihre Mutter damit abfand, da es ihrer Tochter Lieblingswunsch war.
Sie nahm Unterricht bei Ernst Winger, der zwei Jahre dauerte und oft unterbrochen wurde, weil sie von sehr zarter Gesundheit war.
Auf der Suche nach ihrem ersten Engagement half ihr der Zufall: Sie traf während einer Landpartie mit ihrer Familie eine Freundin, die mit ihrem Onkel Emil Pohl, Theaterdirektor des Stadttheaters Bremen, ebenfalls einen Ausflug machte, in einem Badeort bei Dresden. Als dieser hörte, das sie sich fürs Theater ausbilden ließ, bat er sie, ihm einiges vorzulesen. Offensichtlich zu seiner Zufriedenheit, denn sie wurde umgehend von ihm engagiert.
Im September 1880 debütierte sie in einer winzigen Rolle, wie sie überhaupt alles von klein auf zu spielen hatte. Sie spielte alles: große und kleine Rollen und alle Fächer fast jeden Abend. So erwarb sie die nötige Bühnenroutine. In Bremen wohnte sie bei Max Grube. In den folgenden vier Monate dauernden Sommerferien erhielt sie mit Unterstützung ihres Kollegen Karl Löber für diese Zeit ein Engagement in Ems, wo sie oft vor dem Kaiser spielte.
Im September 1881 ging sie für den Winter nach Bremen zurück. Obwohl Pohl sie halten wollte, und es ihr auch leidtat, weil sie von ihm wie eine Tochter aufgenommen worden war (sie verkehrte in seinem Haus und lernte dabei u. a. den Maler Arthur Fitger und Schriftsteller Heinrich Bulthaupt kennen), unterschrieb sie auf Betreiben Albrecht Marcks’, der sie als „Clärchen“ in Adelaide gesehen und in Erinnerung behalten hatte, dennoch im November 1881 einen dreijährigen Vertrag am Dresdner Hoftheater.
Am 1. Mai 1882 debütierte sie in Dresden als „Elsa“ im Krieg und Frieden. Ihrem Dreijahresvertrag folgte ein Zweijahresvertrag und diesem wiederum ein Fünfjahresvertrag, mit stets günstigeren Bedingungen und Pensionsberechtigung.
Ihr Lebensweg nach 1888 ist unbekannt.